# Al Bayda
Al Bayda hay El-beida (tiếng Ả Rập: البيضاء thành phố này có tên gọi là Beda Littoria dưới thời chiếm đóng của Ý, là một thành phố ở đông bắc Libya, 200 km về phía đông Benghazi. Một trong những địa điểm nổi bật của thị xã là mộ của một người bạn của Tiên tri Muhammad, Ruwaifi bin Thabit al-Ansari. Vì lý do này, thành phố này ban đầu có tên Sidi Rafaa'. Sau khi Sayyid Muhammad ibn Ali as-Senussi đến khu vực này vào thế kỷ 19 và việc xây dựng một zawia, thành phố đã được đổi tên thành Az Zawiya Al Bayda (Tu viện trắng).
Thành phố hiện đại đã được xây vào thập niên 1950. Người ta dự tính chọn làm thủ đô mới của Libya, và phần lớn các tòa nhà chính phủ đã được xây. Cuối cùng, kế hoạch dời đô từ Tripoli đến Al Beyda' đã bị hủy bỏ. Al Bayda' vẫn là trung tâm hành chính của quận Al Jabal al Akhdar.
Al Bayda' có Đại học Omar Mukhtar, và cũng có các cơ sở tại Al Qubah, Derna và Tobruk. Các khoa quan trọng gồm y, dược, thú y, nghệ thuật, nông nghiệp, khoa học tổng quát.
Al Bayda' cũng nổi tiếng với các khu vực phụ cận Shahad và Susah. Shahad có các phế tích từ thời Cyrene niên đại 2000 năm. Susa là một khu vực nghỉ dưỡng ven biển.
Thành phố này là một trong những thành phố lớn và quan trọng trong nước, với dân số 250.000 người trong năm 2010, là thành phố lớn thứ hai ở miền đông Libya. Còn được gọi là các thành phố đẹp nhất của Libya về quy hoạch và môi trường.

## Địa lý

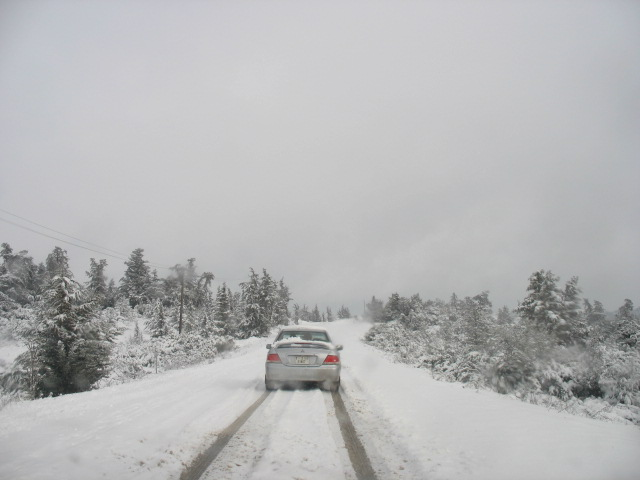
Thành phố là nơi duy nhất ở Libya có tuyết rơi

Thành phố nổi tiếng với các thung lũng và cánh rừng gần đó. Dãy núi Jabal Akhdar được đặt biệt danh là "Núi xanh" bởi bề mặt của núi được bao phủ bởi những cánh rừng. Điểm cao nhất của dãy núi Jabal Akhdar là khoảng 850 mét (2790 ft) thuộc khu vực Hamri.
Al Bayda có khí hậu Địa Trung Hải. Al Bayda được biết đến với tuyết rơi và những cơ mưa nặng hạt, một điều không có tại phần còn lại của Libya, nhiệt độ vào mùa hè chỉ khoảng 30˚C (86˚F). Thành phố cách đảo Crete của Hy Lạp 240 km (150 mi) về phía nam, và thường được gọi là Thành phố Tuyết. Dãy núi Al Jabal al Akhdar được phân loại là có nhiệt độ trung bình, lạnh về mùa đông với lượng mưa trung bình là 400mm. Khí hậu của Al Bayda được nhiều người Libya coi là dễ chịu nhất trong cả nước.